# Рижская губерния
Ри́жская губе́рния — губерния Российского царства (с 1721 года — Российской империи), образованная 17 (28) июля 1713 года по указу Царя всея Руси Петра I из части упразднённой Смоленской губернии и занятых Русской армией земель герцогства Лифляндского (Шведской Ливонии), одного из владений Швеции эпохи великодержавия на территории современных Латвии и Эстонии.
Столица — город Рига.
В 1726 году Смоленская губерния была восстановлена в составе 5 уездов.
3 июля 1783 года губерния была преобразована в Рижское наместничество, а 12 декабря 1796 года — в Лифляндскую губернию.

## Административное деление
- Рижский уезд
- Венденский уезд
- Вольмарский уезд
- Валкский уезд
- Верроский уезд
- Юрьевский (Дерптский) уезд
- Феллинский уезд
- Перновский уезд
- Эзельский (Аренсбургский) уезд

## Губернаторы
- 1710—1713 — Александр Данилович Меншиков
- 1713—1719 — Пётр Алексеевич Голицын
- 1719—1726 — Аникита Иванович Репнин
- 1726—1731 — Герман Иванович Бон
- 1740—1751 — Пётр Петрович Ласси
- 1751—1753 — Владимир Петрович Долгоруков
- 1753—1758 — Фёдор Матвеевич Воейков
- 1758—1761 — Владимир Петрович Долгоруков
- 1761—1762 — Яков Степанович Аршаневский
- 1762—1791 — Юрий Юрьевич Броун